# Amphipoea myopa
Amphipoea myopa är en fjärilsart som beskrevs av Fabricius 1794. Amphipoea myopa ingår i släktet Amphipoea och familjen nattflyn. Inga underarter finns listade i Catalogue of Life.